# Міжнародний кінофестиваль «Фантазія»
Міжнародний кінофестиваль «Фантазія» (також відомий як «Фантазія-фест», «ФанТазія» та «Фантазія-Азія») — це жанровий кінофестиваль, який базується переважно в Монреалі з моменту свого заснування у 1996 році. Фокусується на нішевих, B-рейтингових і малобюджетних фільмах різних жанрів, від жахів до наукової фантастики. Фестиваль регулярно проводиться в липні-серпні, і до 2016 року його річна аудиторія вже перевищила 100 000 глядачів, перевершивши навіть Монреальський світовий кінофестиваль.
Завдяки репутації, що склалася за останні два десятиліття, «Фантазію» називають «найвидатнішим і найбільшим жанровим кінофестивалем у Північній Америці». Його місія — просувати жанрове, анти-голлівудське кіно та допомагати незалежним кінематографістам. «Фантазія» дала старт кар'єрі багатьох сучасних авторів. З 2012 року в рамках фестивалю також проводиться кіноринок Frontières, який дозволяє перспективним проєктам знайти потенційних продюсерів та дистриб'юторів. У 2016 році Frontières оголосив про співпрацю з Marché du Film на чолі з Каннським кінофестивалем.